# Miefodij Swiesznikow
Miefodij Naumowicz Swiesznikow (ros. Мефо́дий Нау́мович Све́шников, ur. 25 sierpnia 1911 we wsi Sorimostowo w guberni niżnonowogrodzkiej, zm. 18 grudnia 1981 w Moskwie) – przewodniczący Zarządu Banku Państwowego ZSRR (1969-1976).

## Życiorys
Początkowo był kontrolerem i rachmistrzem w fabryce obuwia, 1931 został głównym księgowym i kierownikiem wydziału Banku Państwowego w obwodzie swierdłowskim, 1935 ukończył Wszechzwiązkowy Zaoczny Instytut Finansowo-Ekonomiczny. W 1937 został sekretarzem rejonowego komitetu Komsomołu w obwodzie swierdłowskim, 1938 szefem działu obwodowego biura Banku Państwowego ZSRR, później szefem departamentu Zarządu Banku Państwowego ZSRR i zarządcą Kazachskiego Republikańskiego Biura Banku Państwowego ZSRR i zastępcą przewodniczącego Zarządu Banku Państwowego ZSRR. Od 1939 należał do WKP(b), 1957-1969 był przewodniczącym Zarządu Wniesztorgbanku ZSRR, a od września 1969 do października 1976 przewodniczącym Zarządu Banku Państwowego ZSRR, następnie przeszedł na emeryturę. Deputowany do Rady Najwyższej ZSRR 8 i 9 kadencji.